# 丁庄梦
《丁庄梦》，中国作家阎连科的长篇小说，內容敘述关于中国河南省艾滋村的悲惨故事。
创作开始于2005年4月，到8月完成。2006年1月，由上海文艺出版社出版（ISBN 7-5321-2948-9），印数高达15万册。
阎连科本人表示，他的创作意图是要表达“一种焦灼不安”，展現中國社会最低層的苦难。“自己更多的不是写人体的艾滋病，而写的是人心中的艾滋病”，关注人们“在生命的最后对生命的爱和独有的爱的方式”，并且用诗化语言来调节情节的残酷。
導演陳為軍以《丁庄梦》題材拍成紀錄片《好死不如賴活著》。

## 書評
- 《丁庄梦》被选为亞洲週刊中文十大好書。章海陵在亞洲週刊十大好書揭曉时，称赞该书“揭示河南艾滋村悲劇的兩大源頭：愚昧與貧困”[3]。
- 一些评论认为《丁庄梦》风格冷峻、辛辣，“触目惊心地”展示了深藏于河南农民性格深处“形形色色的愚昧、顽劣、悲壮和辛酸”，将其称之为“中国版的《鼠疫》和《大疫年纪事》。” [4] 。

## 查禁
本书曾被中共中央宣傳部「封杀」，因為被認為「以灰暗的描寫，誇大愛滋病的危害和恐懼」。后解禁。